# Mapeo digital de suelos
El mapeo digital de suelos (DSM) en la ciencia del suelo, también conocido como mapeo predictivo de suelos o mapeo pedométrico es la producción asistida por computadora de mapas digitales de tipos de suelo y propiedades del suelo. El mapeo de suelos, en general, implica la creación y población de información espacial del suelo mediante el uso de métodos de observación de campo y laboratorio junto con sistemas de inferencia espacial y no espacial del suelo.
El Grupo de Trabajo Internacional sobre Mapeo Digital de Suelos (WG-DSM) define el mapeo digital de suelos como "la creación y la población de bases de datos de suelos referenciados geográficamente generadas a una resolución determinada mediante el uso de métodos de observación de campo y laboratorio junto con datos ambientales a través de relaciones cuantitativas".

## Ambigüedades
Se puede confiar en DSM, pero se considera que es distinto del mapeo de suelos tradicional que implica la delineación manual de los límites del suelo por parte de los científicos de suelos de campo. Los mapas de suelos no digitales producidos como resultado de la delineación manual de unidades de mapeo de suelos también pueden digitalizarse o los topógrafos pueden trazar límites utilizando computadoras de campo, por lo tanto, tanto los marcos de mapeo de suelos tradicionales, basados en el conocimiento y la tecnología como los basados en datos son en esencia digitales. Sin embargo, a diferencia del mapeo tradicional de suelos, se considera que el mapeo digital de suelos hace un uso extensivo de:
1. Avances tecnológicos, incluidos receptores GPS, escáneres de campo y sensores remotos.[3]
2. Avances computacionales, incluidos algoritmos de inferencia e interpolación geoestadística, GIS , modelo de elevación digital y minería de datos

En el mapeo digital de suelos se utilizan técnicas y tecnologías semiautomáticas para adquirir, procesar y visualizar información de suelos e información auxiliar, de manera que el resultado final se pueda obtener a costos más económicos. Los productos del mapeo de suelos estadístico o basado en datos se evalúan comúnmente para determinar la precisión y la incertidumbre y se pueden actualizar más fácilmente cuando se dispone de nueva información. 
El mapeo digital de suelos trata de superar algunos de los inconvenientes de los mapas de suelos tradicionales que a menudo solo se centran en delinear clases de suelo estos mapas de suelos tradicionales:
- No proporcionan información para modelar la dinámica de las condiciones del suelo y
- Son inflexibles a los estudios cuantitativos sobre la funcionalidad de los suelos.

Un ejemplo de aplicación exitosa de mapeo digital de suelos son las propiedades físicas (textura del suelo, densidad aparente) desarrollado en la Unión Europea con alrededor de 20,000 muestras de suelo de la base de datos.

## Scorpan
Scorpan es un mnemotécnico para descripciones cuantitativas empíricas de las relaciones entre el suelo y los factores ambientales con miras a utilizarlos como funciones de predicción espacial del suelo con el propósito de realizar mapas digitales de suelos. Es una adaptación de los cinco factores de Hans Jenny no para la explicación de la formación del suelo, sino para las descripciones empíricas de las relaciones entre el suelo y otros factores espacialmente referenciados.
S = f(s,c,o,r,p,a,n) , donde
- S = clases o atributos del suelo (a modelar)
- f = función
- s = suelo otras propiedades del suelo medidas previamente en un punto
- c = clima, propiedades climáticas del medio ambiente en un punto
- o = organismos incluida la cubierta terrestre y la vegetación natural o la fauna o la actividad humana
- r = relieve topografía, atributos del paisaje
- p = material parental litología
- a = edad, el factor tiempo
- n = posición espacial o geográfica